# Timeless Stories of El Salvador
Timeless Stories of El Salvador (Ponadczasowe Opowieści z Salwadoru) – seria baśni i legend autorstwa salwadorskiego autora Federico Navarrete. Pierwszy tom ukazał się w 2020 roku w Łodzi, a drugi w 2022 roku w Madrycie, w Hiszpanii. Oba zostały wydane niezależnie we współpracy z Ambasadą Salwadoru w Niemczech.
Każdy tom zawiera trzydzieści jeden baśni i legend z całego Salwadoru. Zdecydowana większość została napisana i zinterpretowana nieformalnie na blogu podczas pobytu pisarza w Polsce. Opowieści oparte są na jego doświadczeniach z Salwadoru oraz książkach, gazetach, encyklopediach i blogach, które czytał przez lata. Ta seria książek jest pierwszym zbiorem folkloru salwadorskiego w języku angielskim.
Legendy i bajki, które składają się na Ponadczasowe opowieści o Salwadorze, pierwszą serię książek Federico Navarrete, koncentrują się na legendach miejskich, kolonialnych, rdzennych (pochodzących głównie od Pipilów, Majów i Lenków), jak również na historiach przekazywanych w tradycji ustnej od pokoleń. Każda historia została zaadaptowana z wykorzystaniem inteligencji kulturowej, aby dotrzeć do populacji nie mówiącej po hiszpańsku.
Kolekcja książek została zaprezentowana na targach książki Buch Wien 2022 w Wiedniu, w Austrii. Prezentacja odbyła się we współpracy z Instituto Cervantes w Wiedniu oraz Ambasadą Salwadoru w Austrii.